# Cyrtopodion kirmanense
Espèce
Synonymes
- Gymnodactylus kirmanensis Nikolsky, 1900

Statut de conservation UICN

 LC  : Préoccupation mineure
Cyrtopodion kirmanense est une espèce de geckos de la famille des Gekkonidae.

## Répartition
Cette espèce est endémique de l'Est de l'Iran.

## Étymologie
Son nom d'espèce, composé de kirman et du suffixe latin -ense, « qui vit dans, qui habite », lui a été donné en référence au lieu de sa découverte, Kerman.

## Publication originale
- Nikolsky, 1900 : Reptiles, amphibies et poissons, recueillis pendant le voyage de Mr. N. A. Zaroudny en 1898 dans la Perse. Annuaire Musée Zoologique de l'Académie Impériale des Sciences de Saint-Pétersbourg, vol. 24, n. 4, p. 375-417.